# Bonbon
Bonbon (también denominada  Trou-Bonbon) es una comuna de Haití, que está situada en el distrito de Jérémie, del departamento de Grand'Anse.

## Secciones
Está formado por la sección de:
- Desormeau (también denominada Bonbon y que abarca la villa de Bonbon)

## Demografía
| Gráfica de evolución demográfica de Bonbon entre 2009 y 2015 |
|                                                              |

Los datos demográficos contemplados en este gráfico de la comuna de Bonbon son estimaciones que se han cogido de 2009 a 2015 de la página del Instituto Haitiano de Estadística e Informática (IHSI). 